# Konserwatorium Moskiewskie

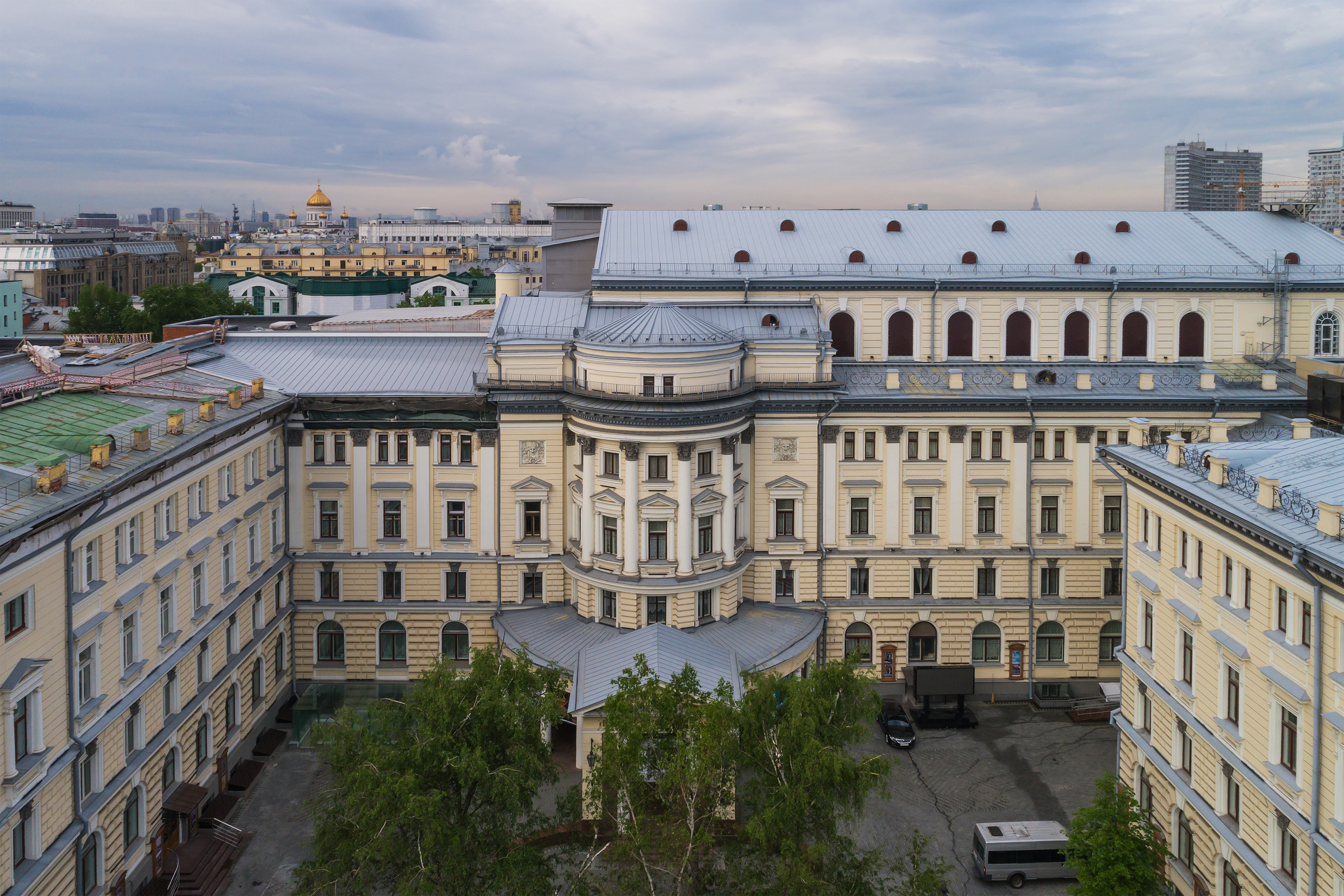
Konserwatorium Moskiewskie, Bol'szaja Nikitskaja 15

Moskiewskie Konserwatorium Państwowe imienia Piotra Iljicza Czajkowskiego (ros. Московская государственная консерватория имени П. И. Чайковского) – uczelnia muzyczna założona w roku 1866 przez Nikołaja Rubinsteina i księcia Nikołaja Pietrowicza Trubieckoja.
Uczelnia powstała z założonych przez Rubinsteina w roku 1860 klas muzycznych moskiewskiego oddziału Carskiego Rosyjskiego Towarzystwa Muzycznego (ros. Императорское русское музыкальное общество). Do roku 1881 Rubinstein pełnił obowiązki dyrektora, profesora klasy fortepianu i dyrygenta orkiestry uczniowskiej.